# Краснящих, Андрей Петрович
Андрей Петрович Краснящих (род. 6 февраля 1970 года в Полтаве) — украинский русскоязычный писатель, кандидат филологических наук, лауреат Русской премии (2014). Соредактор журнала «©оюз Писателей».

## Биография
Андрей Краснящих родился 6 февраля 1970 года в Полтаве. Окончил филологический факультет Харьковского университета в 1992 году и аспирантуру — в 1997 году. Там же защитил кандидатскую диссертацию на тему «Джеймс Джойс: специфика художественного мира и проблема творческого метода (роман „Улисс“)». В 1992—1994 и 1997—2000 годах работал преподавателем и доцентом (с 2000 года) на кафедре истории зарубежной литературы и классической филологии в Харьковском университете им. В. Н. Каразина. Исследует модернизм и постмодернизм.
Печатался в альманахах «Вавилон», «Фигуры речи», «Абзац», журналах «Искусство кино», «Новая Юность», «Наш», «Прочтение», Case, «Черновик», «Новый мир» и других. Произведения в Краснящих печатались в антологиях «Гостиницы Харькова: Антология новой харьковской литературы» и «Харьковская Баррикада № 2: Антология современной литературы».
За цикл рассказов «Предательства и измены» был награждён Русской премией в номинации «Малая проза».
«БОГ ЕСТЬ +/- (Копировать)» включена в шорт-лист Премии «Дар» 2025.

## Книги
- «100 Знаменитых Харьковчан» (2005);
- «1000 псевдонимов» (2003, с К. Беляевым);
- «Парк культуры и отдыха» (2008);
- «Украинский Нострадамус»;
- «Харьков в зеркале мировой литературы» (2007, с К. Беляевым).